# Slovacchia Progressista
Slovacchia Progressista (in slovacco Progresívne Slovensko - PS) è un partito politico slovacco fondato nel 2017 da Michal Truban.

## Storia
A livello nazionale, il partito si presenta per la prima volta alle elezioni europee del 2019, in occasione delle quali sigla un accordo con Insieme – Democrazia Civica (SPOLU): la lista ottiene complessivamente il 20,11% dei voti e 4 seggi, mentre in quota PS sono eletti due europarlamentari, Martin Hojsík e Michal Šimečka, che aderiscono al gruppo centrista Renew Europe.
In vista delle elezioni presidenziali del 2019 il partito sostiene la candidatura di Zuzana Čaputová, eletta al ballottaggio Presidente della Repubblica.
Alle elezioni parlamentari del 2020 il partito conferma la collaborazione con SPOLU: l'alleanza ottiene il 6,97% dei voti, ma il PS non consegue alcuna rappresentanza al Consiglio nazionale.

## Loghi

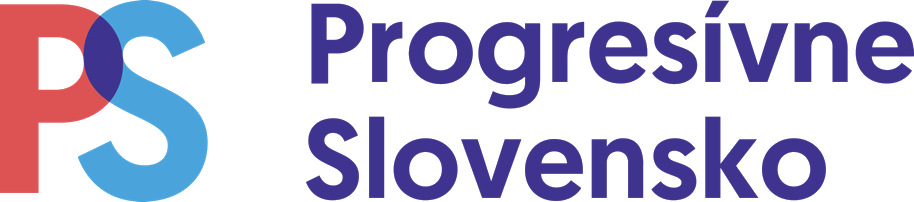
Logo 2018-2021
Logo 2021

## Risultati elettorali
| Elezione          | Voti    | %     | Seggi    | Posizione         |
| ----------------- | ------- | ----- | -------- | ----------------- |
| Parlamentari 2020 | 200.780 | 6,97  | 0 / 150  | extraparlamentari |
| Parlamentari 2023 | 533.136 | 17,96 | 32 / 150 | Opposizione       |

| Elezione           | Elezione | Candidato       | Voti      | %     | Esito       |
| ------------------ | -------- | --------------- | --------- | ----- | ----------- |
| Presidenziali 2019 | I turno  | Zuzana Čaputová | 870.415   | 40,57 | ✔️ Eletta/o |
| Presidenziali 2019 | II turno | Zuzana Čaputová | 1.056.582 | 58,41 | ✔️ Eletta/o |

| Elezione     | Voti    | %     | Seggi  |
| ------------ | ------- | ----- | ------ |
| Europee 2019 | 198.255 | 20,11 | 2 / 14 |
| Europee 2024 | 410.844 | 27,81 | 6 / 15 |